# Ласен, Мехди
Мехди́ Гре́гори Джузе́ппе Ласе́н (араб. جمدحي لحسن‎, фр. Mehdi Gregory Guiseppe Lacen; 15 марта 1984, Париж, Франция) — алжирский футболист, полузащитник. Выступал в национальной сборной Алжира.

## Биография

### Клубная карьера
Профессиональную карьеру Ласен начал в клубе Лаваль, в котором за проведённый в нём сезон не смог закрепиться в составе, и перешёл в клуб третьего французского дивизиона «Валанс».
В 2005 году он переехал в Испанию, перейдя в клуб «Алавес», 15 октября 2005 года дебютировал в Ла Лиге в матче с «Вильяреалом». В сезоне 2005/06 Ласен не смог помочь своей команде удержаться в высшем дивизионе и следующие два сезона провёл в Сегунде.
После трёх сезонов в «Алавесе», Ласен перешёл в «Расинг», за который провёл также три сезона и сыграл ровно 100 матчей в Ла Лиге.
Летом 2011 года на правах свободного агента перешёл в «Хетафе», подписав четырёхлетний контракт.

### Карьера в сборной
Ласен родился во Франции, но его отец алжирец, а мать итальянка, поэтому он мог играть, за сборную Франции, сборную Италии или сборную Алжира. Ещё в 2006 году тогдашний тренер Алжира Жан-Мишель Кавалли вызывал Ласена в сборную, но этому помешали проблемы с документами. В 2010 году Ласен окончательно принял решение выступать за Алжир.
3 марта 2010 года Ласен дебютировал в составе национальной сборной Алжира в матче против Сербии.
Ласен участвовал в составе сборной Алжира в финальном турнире чемпионата мира 2010, где провёл все три матча.
В июне 2014 года включён тренером Вахидом Халилходжичем в состав сборной для участия в финальном турнире Чемпионата мира 2014. На турнире принял участие в трёх матчах — играх группового турнира против Бельгии и Кореи и матче 1/8 финала с Германией.